# 1986
Évszázadok: 19. század – 20. század – 21. század
Évtizedek: 1930-as évek – 1940-es évek – 1950-es évek – 1960-as évek – 1970-es évek – 1980-as évek – 1990-es évek – 2000-es évek – 2010-es évek – 2020-as évek – 2030-as évek
Évek: 1981 – 1982 – 1983 – 1984 –  1985 – 1986 – 1987 – 1988 – 1989 – 1990 – 1991

## Események

### Január
- január 1. – Portugália és Spanyolország az Európai Gazdasági Közösség tagja lesz.[1]
- január 13. – A Jemeni Népi Demokratikus Köztársaságban felkelés robban ki Ali Nasszer Mohammed államfő ellen, az új államfő Ali-Bakr Attasz.
- január 15. – Mihail Gorbacsov szovjet pártfőtitkár nyilatkozata országa leszerelési programjáról.
- január 19. – Szergej Szokolov szovjet honvédelmi miniszter kijelenti, hogy a Szovjetunió kész kizárólag hagyományos fegyverzetre támaszkodva átszervezni hadseregét, ha a többi atomhatalom is ezt teszi.[forrás?]
- január 20. – Franciaország és Nagy-Britannia megállapodást ír alá a La Manche csatorna alatti vasúti alagút megépítéséről.[2]
- január 28. – Az űrkutatás történetének egyik legsúlyosabb szerencsétlensége: az indítás után 73 másodperccel felrobban a Challenger amerikai űrrepülőgép, a hét utas életét veszti.[1]
- január 30. – A spanyol trónörökös, Fülöp asztúriai herceg eléri a nagykorúságot, és a cortes (parlament) előtt esküt tesz az 1978-as alkotmányra.[3]

### Február
- február 1. – az Egyesült Államok gazdasági embargót léptet életbe Líbia ellen.
- február 9. – Váratlan sikereket hoz az iráni haderőnek a „Hajnal VIII” hadművelet.
- február 10. – Az iráni csapatok elfoglalják Fao városát, és hídfőt létesítenek a félszigeten.
- február 25. – március 6. – Az SZKP XXVII. kongresszusa, Mihail Gorbacsovot választják ismét főtitkárrá. Gorbacsov meghirdeti a peresztrojkát, a politikai-gazdasági rendszer átalakítását.[4]
- február 28. – Stockholmban a nyílt utcán meggyilkolják Olof Palme svéd miniszterelnököt.[5] (Az elkövető évtizedekig ismeretlen volt, 2020-ban Stig Engströmöt vádolta meg – posztumusz – az ügyészség.)

### Március
- március 6. – A jugoszláv államelnökség és a Jugoszláv Kommunisták Szövetsége (JKSZ) elnökségének közös határozata szerint Koszovóban működnek az irredenta erők, Albánia pedig beavatkozik a nagyalbán nacionalizmus szellemében.[6]
- március 15. – A Lánchídra vonuló békés fiatalokat feltartóztatja és megveri a rendőrség, az incidens „lánchídi csata” néven híresült el.
- március 24–28. – Prágában XVII. kongresszusán Csehszlovákia Kommunista Pártja (CSKP) kénytelen szembenézni a növekvő gazdasági nehézségekkel, és ha vonakodva is, de irányítási és szervezési reformokra szánja el magát.[7]

### Április
- április 5. – Iszlám szélsőségesek bombamerényletet hajtanak végre a nyugat-berlini La Belle szórakozóhelyen: 3 halott, 230 sebesült.
- április 15. – A nyugat-berlini bombamerénylet ürügyén Ronald Reagan amerikai elnök elrendeli a líbiai Tripoli és Bengázi városok bombázását.[1]
- április 26. – Felrobban a csernobili atomerőmű egyik reaktora.[1]

### Május
- május 15. – Sinan Hasani váltja Radovan Vlajkovićot a jugoszláv államelnöki székben.[8]
- május 16. – Jugoszláviában Branko Mikulić alakít kormányt.[9][10]
- * A Mikroelektronikai Vállalat csipeket és félvezetőket gyártó gyára leég. [11]
- május 22. – A prištinai bíróság börtönbüntetésre ítél 27 albánt, akik a Koszovói Marxisták-Leninisták szervezet tagjai.[6]
- május 23–24. – A csehszlovákiai képviselő-testületi választások ismét csaknem „100%-os sikert” hoznak.[7]
- május 26. – Porig ég a tudományos kutatással és fejlesztéssel foglalkozó Mikroelektronikai Vállalat (MEV) [12]
- május 29–30. – Az Észak-atlanti Tanács a kanadai Halifaxban tartott miniszteri ülésén a külügyminiszterek nyilatkozatot adnak ki, amelyben felszólítják a Szovjetuniót, hogy csatlakozzék hozzájuk „bátor, új lépések” megtételében a béke, biztonság és a termékeny kelet–nyugati párbeszéd elősegítése céljából. A miniszterek létrehozzák a Hagyományos Fegyverek Korlátozásával foglalkozó Magas Szintű Alkalmi Erőket.[1]

### Június
- június 4. – Budapesten üzembe helyezik az újjáépített budavári siklót.[13]
- június 8. – Magyarországra érkezik Mihail Gorbacsov, az SZKP KB főtitkára, aki átfogó megbeszéléseket folytat Kádár Jánossal, az MSZMP főtitkárával.[14][15]
- június 9. – Az osztrák elnökválasztás nyomán lemond Fred Sinowatz kancellár (Utóda, Franz Vranitzky szintén az Osztrák Szociáldemokrata Párt tagja.).[14]
- június 24. – Megkezdi sugárzását a Danubius Rádió, Magyarország első kereskedelmi rádiója.
- június 25–28. – A JKSZ XIII. kongresszusa, melyen megállapítják, hogy egyre erősebbek az antiszocialista tendenciák, fel kell lépni a társadalmi és a gazdasági dezintegráció ellen. (A kongresszus megerősíti a szocialista önigazgatás elvét.)[6]

### Július
- július 9. – A RAF – autójába rejtett pokolgéppel – megöli Karl Heinz Beckurtst, a Siemens igazgatósági tagját.[16]
- július 10. – Fonyódi otthonában gyógyszer-túladagolás által lesz öngyilkos Magyarország első szépségkirálynője, a 17 éves Molnár Csilla.
- július 23. – Londonban András yorki herceg feleségül veszi Sára yorki hercegnét a Westminsteri apátságban.

### Augusztus
- augusztus 21. – A kameruni Nyos-tó limnikus kitörése megöl több mint 1700 embert.
- augusztus 29. – A Fekete-tengeren elsüllyed egy szovjet luxushajó, az Admiral Nahimov miután összeütközött a Pjotr Vasszev nevű teherhajóval. 426 ember vesztette életét.

### Szeptember
- szeptember 22. – Stockholmban – a záróokmány aláírásával – befejeződik az Európai biztonság- és bizalomépítési, valamint leszerelési konferencia (CDE).[1]

### Október
- október 10. – Gerold von Braunmühl német külügyminisztériumi osztályvezetőt lakása előtt lelövi a Vörös Hadsereg Frakció.
- október 11–12. – Gorbacsov és Ronald Reagan csúcstalálkozója Reykjavíkban.
- október 15. – Moszkva hat ezreddel (1 páncélos, 2 gépesített lövész, 3 légvédelmi) kezdi meg nyolcezer szovjet katona kivonását Afganisztánból. (A szovjet vezetés így kívánta kifejezni, hogy a Szovjetunió az afgán probléma politikai megoldását akarja.)

### November
- november 4. – Megnyílik a soron következő EBEÉ konferencia Bécsben.[1]
- november 10. – Aláírják a McDonald’s éttermi hálózat magyarországi kialakításáról szóló szerződést.[17]
- november 11. – Megkezdi működését a Dunai Vasmű új kokszolóműve
- november 12. – A monori találkozón is részt vevő írók levélben kérik az MSZMP KB-től a Tiszatáj című folyóirat újraengedélyezését.

### December
- december 4. – A CSKP KB döntést hoz a gazdasági reform bevezetéséről.[7]
- december 11. – A NATO–tagországok külügyminiszterei kiadják a rüsszeli Nyilatkozatot a hagyományos fegyverek korlátozásáról.[1]
- december 12. – Kádár János rádió- és televízió-nyilatkozatot ad, amelyben tagadja, hogy válsághelyzet lenne Magyarországon.
- A Halley-üstökös ekkor járt a legutóbb a Föld közelében.

### Határozatlan dátumú események
- Az Anfal hadművelet kezdete Irakban, amelynek célja a helyi kurdok kiírtása.

## Az év témái

### 1986 a filmművészetben
- Julien Temple: Abszolút kezdők
- Jim Henson: Fantasztikus labirintus
- John G. Avildsen: Karate kölyök 2.
- George Lucas és Willard Huyck: Howard, a kacsa
- James Cameron: A bolygó neve: Halál
- Tony Scott: Top Gun

### 1986 az irodalomban
- Isaac Asimov: Alapítvány és Föld
- Somlyó György: Philoktétész sebe (tanulmányok) Szépirodalmi

### 1986 a sportban
- május 31.–június 29. Labdarúgó világbajnokság Mexikóban – világbajnok: Argentína második alkalommal.
- 1986-os junior atlétikai világbajnokság Athénban.
- március 24. – a Hungaroring versenypálya átadása.
- május 8-18. – Renóban rendezték meg a 4. Amatőr ökölvívó-világbajnokságot.
- augusztus 10. – Az első Magyar Formula–1 nagydíj megrendezése, a verseny győztese Nelson Piquet.
- Alain Prost nyerte a Formula–1-es világbajnoki címet a McLaren csapat színeiben.
- A Bp. Honvéd SE nyeri az NB1-et. Ez a klub 9. bajnoki címe.

### 1986 a televízióban
- Véget ér a nagy sikerű Knight Rider sorozat az Egyesült Államokban.
- Bemutatták Magyarországon a Rabszolgasors című, nagysikerű brazil sorozatot, amely az első, Magyarországon is bemutatott latin-amerikai teleregény.

### 1986 a tudományban
- január 24. – a Voyager–2 107 ezer km-re közelítette meg az Uránuszt
- február 19. – Megkezdik az első modul-űrállomás, a Mir építését.
- március 13. – A Giotto elnevezésű európai űrszonda 596 kilométerre megközelíti a Halley-üstökös magját.[18]

### 1986 a vasúti közlekedésben
- december 3. – Átadják az új vasúti Tisza-hidat Szentes és Csongrád között.

### 1986 a zenében
- február 25. – Los Angelesben a 28. Grammy-díjátadón a We are the World (Michael Jackson és Lionel Richie szerzeménye) megkapja az Év daláért járó Grammy - díjat, ezen kívül még 3-at (év felvétele, duóban vagy együttesben előadott legjobb popdal, legjobb zenei videó kategóriában szintén) A We are the World-öt egyszerre sugározza a világ legtöbb rádiója áprilisban, Nagypénteken.
- július 27. – A Queen teltházas koncertje a budapesti Népstadionban.[19]
- október 9. – Londonban bemutatják az Operaház fantomját.
- szeptember 12. – A Disney World Epcot Centerében Michael Jackson Captain EO című 17 perces 3D-s űrfantáziafilmjének premierje (producer: George Lucas, rendező: Francis Ford Coppola, 30 millió dolláros költséggel: a legdrágább film percre lebontva); Két új dal készült hozzá: Another part of me és a We are here to change the World.
- november 26. – A Cream együttes utolsó koncertjét tartja a Royal Albert Hallban.
- Megalakul a svéd Roxette.
- Feloszlik a Trio együttes.
- Megalakul az Ossian együttes
- Megalakul az Egészséges Fejbőr együttes.
- Megjelenik az első magyar heavy metal album, a Pokolgép együttes Totális metál című albuma.

#### Albumok
- Első Emelet: 3. album
- Billy Idol: Whiplash Smile
- Aradszky László: Újra itt vagyok
- Amanda Lear: Secret Passion
- Bonnie Tyler: Secret Dreams and Forbidden Fire (producer Jim Steinman)
- Boston: Third Stage
- Billy Joel: The Bridge
- C. C. Catch: Catch The Catch és a Welcome To The Heartbreak Hotel
- Grace Jones: Inside Story
- Genesis: Invisible Touch
- Chris Norman: Some Hearts Are Diamonds
- The Rolling Stones: Dirty Work
- Depeche Mode: Black Celebration
- Joe Cocker: Cocker
- Duran Duran: Notorius
- Dolly Roll: Oh-la-la
- Accept: Russian Roulette
- Enya: Enya (The Celts)
- Korda György: Forró éjszakák
- Halász Judit: Boldog születésnapot
- Balázs Klári: Forró éjszakák
- Cyndi Lauper: True Colors
- Eros Ramazzotti : Nuovi eroi
- Europe: The Final Countdown
- Iron Maiden: Somewhere in Time
- Janet Jackson: Control
- Katona Klári: Éjszakai üzenet
- Kim Carnes: Light House
- Kim Wilde: Another Step
- Koós János: Jó estét, Mikroszkóp
- Zalatnay Sarolta: Cini vagyok
- Kovács Kati: Kívánságműsor
- Lionel Richie: Dancing on the Ceiling
- Madonna: True Blue
- Modern Talking: Ready For Romance és az In The Middle Of Nowhere
- New Kids on the Block: New Kids on the Block
- Napoleon Boulevard: I.
- Omega: A föld árnyékos oldalán
- Omega: Fekete pillangó
- Paul Simon: Graceland
- Paul Young: Between Two Fires
- Peter Gabriel: So
- Queen: A Kind of Magic
- Queen: Live Magic
- Rebbie Jackson: Reaction
- Szörényi Levente: Végtelen úton
- Tina Turner: Break Every Rule
- The Bangles: Different Light
- Van Halen: 5150
- Metallica: Master of Puppets
- Motörhead: Orgasmatron
- Europe: The Final Countdown
- Roxette: Pearls of Passion
- Sepultura: Morbid Visions
- Slayer: Reign in Blood
- Suzi Quatro: Annie Get Your Gun – 1986 London Cast
- Edda Művek: Edda Művek 6.
- Pet Shop Boys: Please
- Pokolgép:  Totális metál

## Születések

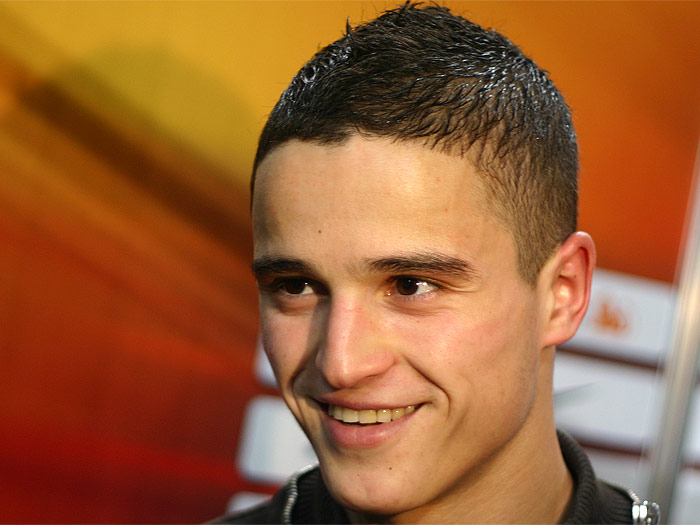
Ibrahim Afellay

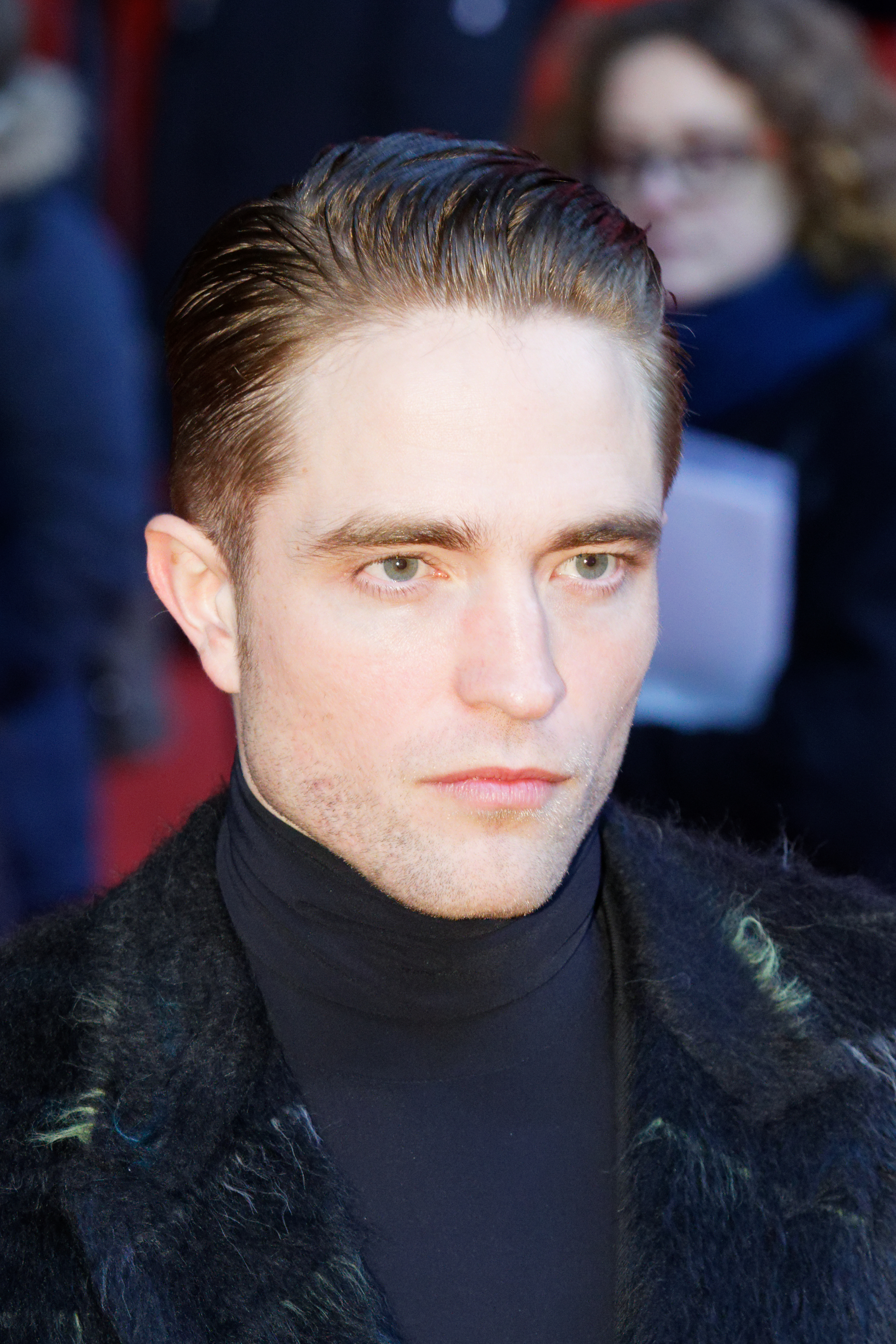
Robert Pattinson

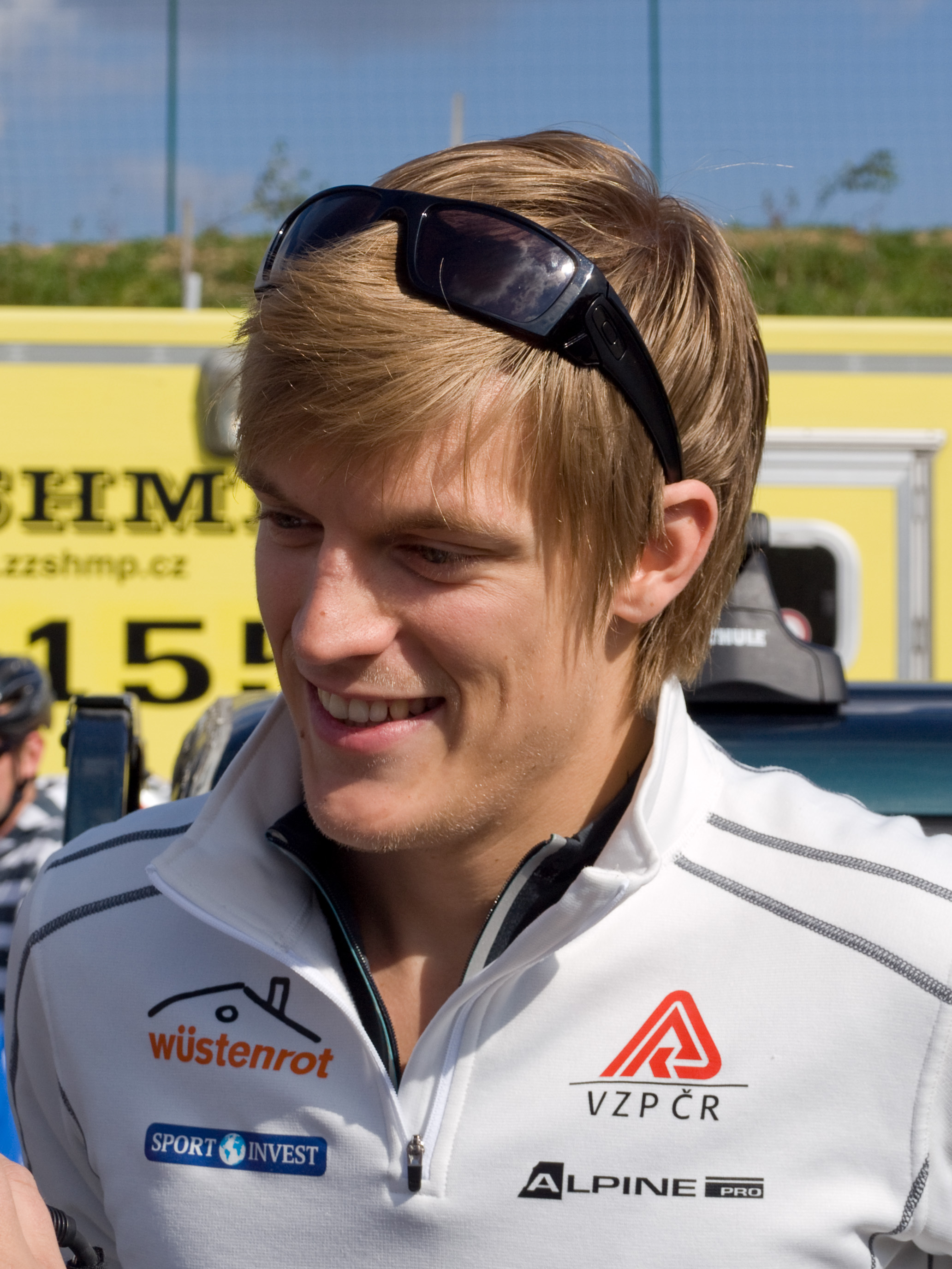
Tomáš Verner

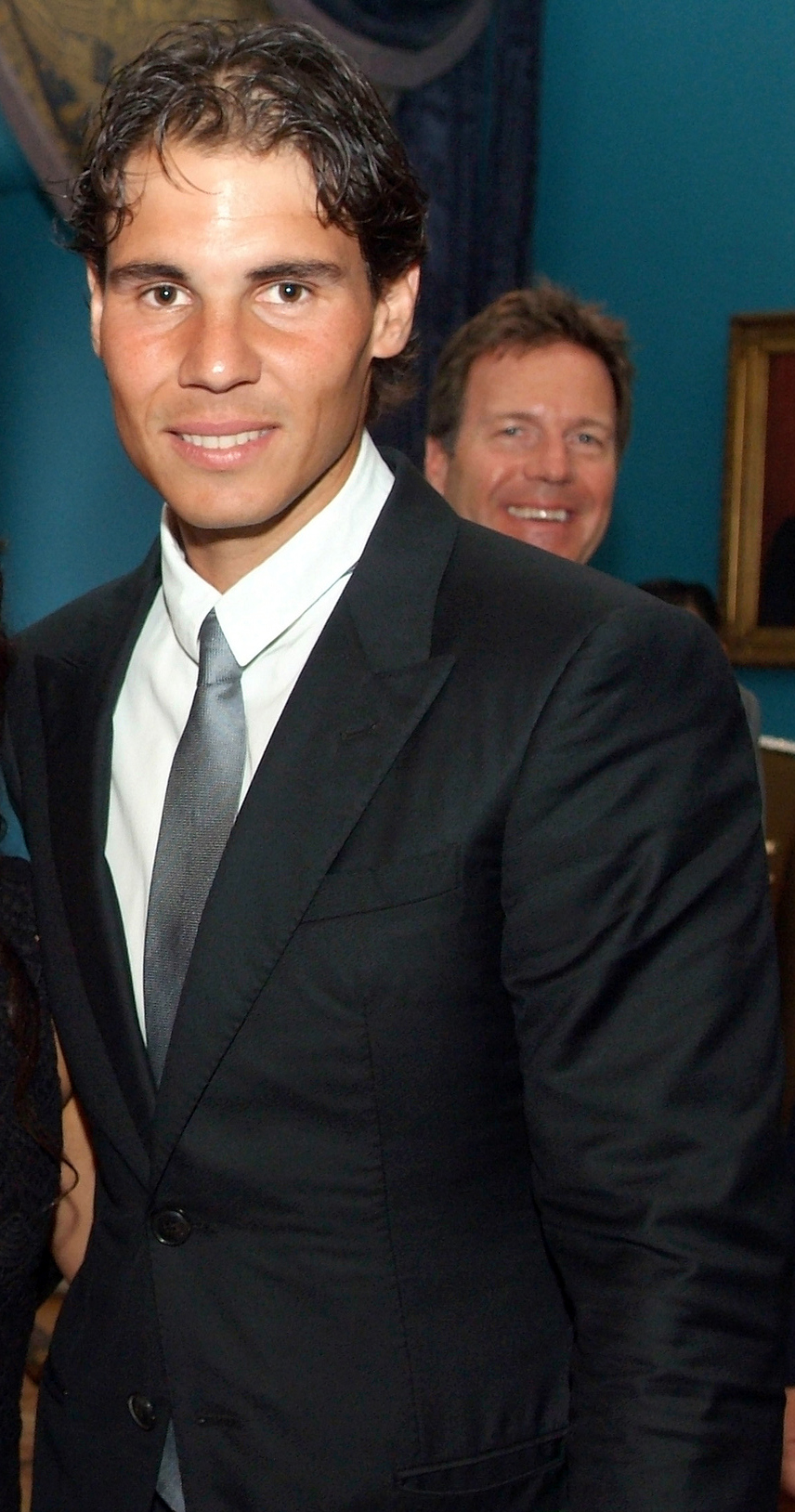
Rafael Nadal

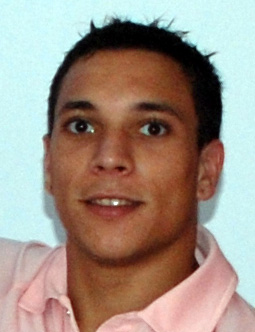
Thomas Bouhail

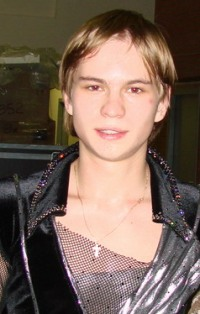
Andrej Lutaj

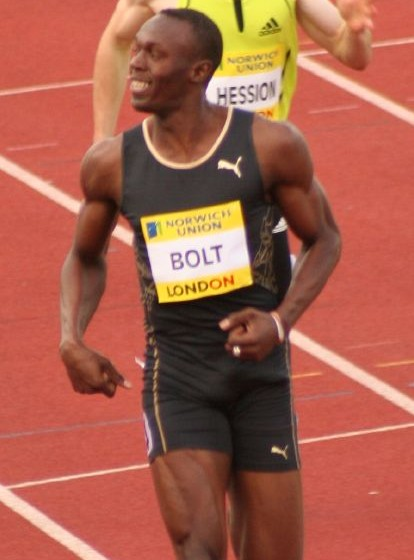
Usain Bolt

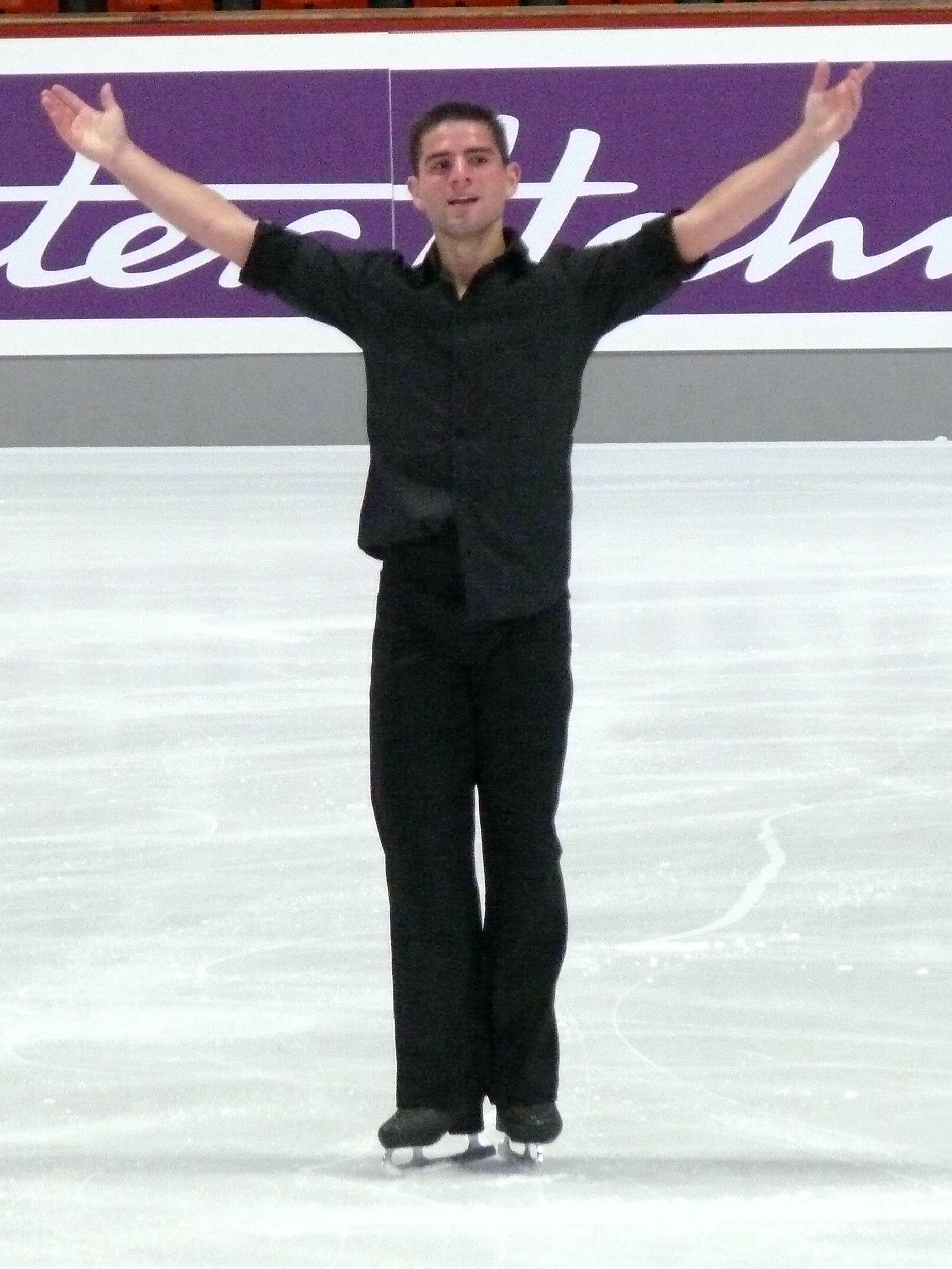
Yannick Ponsero

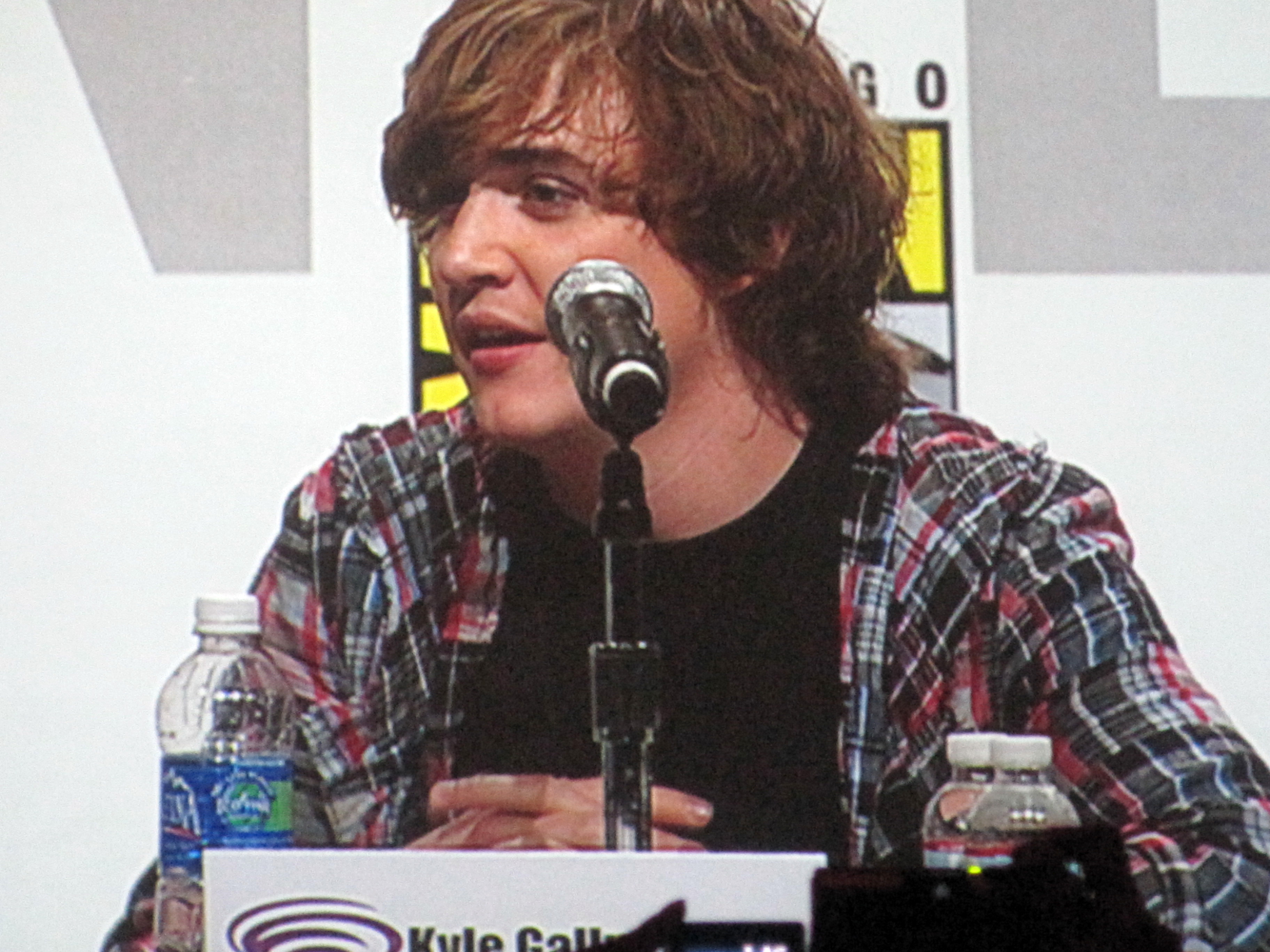
Kyle Gallner

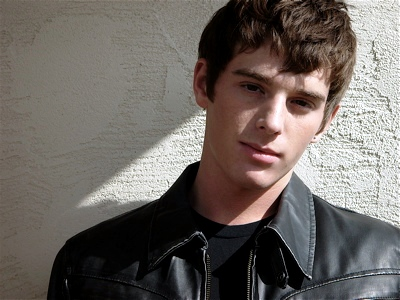
Brent Corrigan

- január 1. – Colin Morgan brit színész
- január 4.
  - Andro Bušlje horvát vízilabdázó
  - Russell Martin skót válogatott labdarúgó és edző
- január 5. – Roman Novotný cseh atléta
- január 6.
  - Alex Turner angol énekes, zenész és dalszövegíró, az Arctic Monkeys nevű zenekar frontembere
  - Usha Vance amerikai jogász, az Egyesült Államok second ladyje
- január 26. – Thiago Pereira brazil úszó
- január 29. – Baranya Dávid magyar táncművész
- január 31.
  - Walter Dix amerikai futó
  - Csin Kaj kínai műugró
  - Ivan Blagov azeri műkorcsolyázó
- február 4. – Alekszej Kravcsenko orosz műugró
- február 5. – Jānis Strenga olimpiai ezüstérmes lett bobos
- február 14.
  - Aschwin Wildeboer spanyol úszó
  - Tiffany Thornton amerikai színésznő, énekesnő
- február 15. – Mohammed Othman H Shaween szaudi sprinter
- február 21. – Erdei Ádám magyar kosárlabdázó
- február 22. – Feczesin Róbert magyar labdarúgó
- február 25. – James és Oliver Phelps angol színészek
- március 6. – Eli Marienthal amerikai színész
- március 14. – Jamie Bell angol színész
- március 17. – Silke Spiegelburg német atléta (rúdugró)
- március 20. – Hamar Ádám magyar labdarúgó
- március 24. – Gulyás László, magyar labdarúgó
- március 25. – Kyle Lowry amerikai olimpiai bajnok kosárlabdázó
- március 28. – Lady Gaga amerikai énekesnő
- március 31. – Benjamin Swain angol műugró
- április 1. – Mari Kalkun észt énekes-dalszerző, zenész
- április 2. – Ibrahim Afellay marokkói származású holland labdarúgó
- április 7. – Michael Ranseder osztrák motorversenyző
- április 9. – Mirna Jukić, osztrák úszónő
- április 10. – Olivia Borlée, belga atléta
- április 12. – Bogdányi Titanilla, magyar szinkronszínésznő
- április 16. – Paul di Resta brit autóversenyző
- április 17. – Romain Grosjean francia autóversenyző
- április 19. – Clemens Brummer német műkorcsolyázó
- április 27. – Gyinara Szafina, tatár származású orosz teniszezőnő
- május 2. – James Kirk kanadai színész
- május 6. – Tyler Hynes kanadai színész
- május 7.
  - Mark Furze ausztrál színész
  - Matt Helders brit zenész, az Arctic Monkeys gitárosa
- május 10. – David Abwo nigériai labdarúgó
- május 11. – Nicholas Bovell trinidadi úszó
- május 13.
  - Alexander Rybak norvég hegedűművész, énekes, a 2009-es Eurovíziós Dalfesztivál győztese
  - Robert Pattinson angol színész
- május 16. – Megan Fox, amerikai színésznő, modell
- május 17. – Tom Beeri, izraeli úszó
- május 24. – Jaskó Bálint, magyar színész
- május 28. – Joseph Cross, amerikai színész
- május 30. – Csontos Zoltán, magyar labdarúgó
- június 3.
  - Tomáš Verner cseh műkorcsolyázó
  - Rafael Nadal spanyol teniszező
  - Gil Stovall, amerikai úszó
  - Micah Kogo kenyai atléta
- június 4. – Shane Kippel, kanadai színész
- június 5. – Amanda Crew, kanadai színésznő
- június 11. – Shia LaBeouf, amerikai színész
- június 12. – Stanislava Komarova orosz úszónő
- június 13. – Mary-Kate és Ashley Olsen amerikai színésznő-ikrek
- június 16. – Žarko Šešum szerb válogatott kézilabda-játékos, az MKB Veszprém KC átlövője
  - Fernando Muslera uruguayi labdarúgó
- június 17. – Alfredo Despaigne kubai baseball játékos
- június 18.
  - Meaghan Rath kanadai színésznő
  - Richard Gasquet francia teniszező
- június 26. – Takács Nikolas magyar énekes
- június 27.
  - Drake Bell, amerikai színész, gitáros, énekes, zenei producer
  - Przemysław Domański, lengyel műkorcsolyázó
- július 1. – Hári Richárd színész
- július 2.
  - Lindsay Lohan amerikai színésznő
  - Simon Szabolcs, magyar labdarúgó
- július 3. – Thomas Bouhail, francia tornász
- július 8. – Csáki János, magyar úszó
- július 14. – Yorick de Bruijn holland műugró
- július 16. – Hegyi Ádám, magyar jégkorongozó
- július 17.
  - Brando Eaton amerikai színész
  - Fritz Attila magyar labdarúgó
- július 23. – Jakab János, magyar asztaliteniszező
- július 24. – Andrej Vlagyimirovics Lutaj orosz műkorcsolyázó
- július 26. – Angela Morosanu, román atléta
- július 28. – Nickiesha Wilson, jamaicai atléta
- július 31.
  - Jevgenyij Malkin, orosz születésű amerikai jégkorongozó
  - Szöllősi Szabolcs, magyar gyorskorcsolyázó[20]
  - Kelemen Zoltán, román műkorcsolyázó
- augusztus 3. – Daniel Akpeyi, nigériai labdarúgó
- augusztus 7. – Paul Biedermann, német úszó
- augusztus 9. – Taner Ölmez török színész
- augusztus 13. – Jamal Othman svájci műkorcsolyázó
- augusztus 14. – Széles Izabella énekesnő
- augusztus 16. – Shawn Pyfrom amerikai színész
- augusztus 20. – Manuel Pamić horvát labdarúgó
- augusztus 21.
  - Usain Bolt, jamaicai sprinter
  - Szakamoto Koki, japán tornász
- augusztus 23. – Hidvégi Vid magyar tornász
- augusztus 27. – Bene Barnabás magyar atléta
- augusztus 28. – Jeff Green amerikai kosárlabdázó
- augusztus 31. – Alexandr Kazakov fehérorosz műkorcsolyázó
- szeptember 1. – Gaël Monfils francia teniszező
- szeptember 2. – Efrén Vázquez, spanyol motorversenyző
- szeptember 5. – Heejin Chang, dél-koreai úszónő
- szeptember 14. – A.J. Trauth amerikai színész
- szeptember 16. – Kugler Attila magyar kajakozó
- szeptember 17. – Paolo De Ceglie olasz labdarúgó
- szeptember 22. – Sergei Dobrin orosz műkorcsolyázó
- szeptember 24. – Radnai György labdarúgó
- szeptember 25. – Steve Forrest amerikai zenész
- szeptember 26. – Abdelhafid Benchabla, algériai ökölvívó
- szeptember 28. – Engin Öztürk, török színész
- szeptember 29. – Joao Luis Cardoso Matias, angolai úszó
- október 1.
  - Yediel Canton spanyol műkorcsolyázó
  - Marek Łyszczarz lengyel tornász
- október 2. – Adam Vojtěch cseh ügyvéd, demokrata párti politikus, egészségügyi miniszter
- október 4. – Rusznyák Szilárd magyar jégkorongozó
- október 9. – Juan Esteban Arango, kolumbiai kerékpározó
- október 10. – Fekete Dávid, magyar énekes
- október 10. – Lucy Griffiths angol színésznő
- október 13. – Carlos Banteaux Suarez, kubai ökölvívó
- október 14. – Gercsák Balázs, magyar úszó
- október 16. – Craig Pickering, angol atléta
- október 17. – Yannick Ponsero francia műkorcsolyázó
- október 22. – Kyle Gallner amerikai színész
- október 30. – Thomas Morgenstern, osztrák síugró
- október 31. – Brent Corrigan amerikai modell és melegpornószínész
- november 5. – Matthew Goss ausztrál kerékpáros
- november 7. – Jérémy Cadot olimpiai ezüstérmes francia tőrvívó
- november 9. – Nagy Réka, magyar úszónő
- november 10. – Josh Peck amerikai színész
- november 11. – Robert Alfonso Acea, kubai ökölvívó
- november 17. – Alexis Vastine francia olimpiai bronzérmes ökölvívó († 2015)
- november 18. – Erik Bukowski német vízilabdázó
- november 25. – Katie Cassidy amerikai színésznő
- november 26. – Trevor Morgan amerikai színész (a Jurassic Park III. Eric Kirby-je)
- november 29.
  - Elter Olivér magyar lemezlovas
  - Nashwan Al-Harazi, jemeni tornász
- november 30. – Lize-Mari Retief, dél-afrikai úszónő
- december 1. – Andrew Tate, amerikai-brit internetes személyiség, profi kick-boxoló
- december 11. – Hüffner Adrián, magyar jégkorongozó
- december 12. – Kiss Péter magyar hegymászó († 2013)
- december 13.
  - Alekszandr Carevics, belorusz tornász[21]
  - Mathieu Gnanligo Fousseni, benini atléta
- december 19. – Augusto Castro, kolumbiai kerékpározó
- december 23. – Dzsudzsák Balázs magyar labdarúgó
- december 30. – Max Walker, kanadai színész
- december 31. – Jailma Lima, brazil atléta

## Halálozások
- január 4. – Phil Lynott ír énekes és zeneszerző, a Thin Lizzy együttes frontembere (* 1949)
- január 10. – Jaroslav Seifert cseh Nobel-díjas költő (* 1901)
- január 24.
  - L. Ron Hubbard, amerikai író, a Szcientológia Egyház alapítója (* 1911)
  - Szondi Lipót, idegorvos, pszichiáter (* 1893)
- január 26. – Hincz Gyula, festőművész, grafikus (* 1904)
- január 30. – Sebes Gusztáv labdarúgó, megbecsült edző, az Aranycsapat mesteredzője (* 1906)
- február 2. – Alva Myrdal svéd Nobel Békedíjas svéd diplomata. (* 1902)
- február 5. – Mikes Éva magyar táncdalénekes (* 1938)
- február 10. – Novák József tanár, régész, múzeumigazgató (* 1910)
- február 11. – Frank Herbert amerikai sci-fi-író, A Dűne-ciklus szerzője (* 1920)
- február 23. – Mérei Ferenc, pszichológus, pedagógus (* 1909)
- február 28. – Olof Palme svéd miniszterelnök (merénylet áldozata) (* 1927)
- március 6. – Bodrogi Tibor etnográfus (* 1924)
- március 6. – Pelle István kétszeres olimpiai bajnok tornász ( 1907)
- március 30. – James Cagney, Oscar-díjas amerikai színész (* 1899)
- április 2. – Andics Erzsébet, magyar történész, kommunista politikus (* 1902)
- április 4. – Kaszab Zoltán entomológus, talajbiológus, az MTA tagja, 1970–1985 között a Magyar Természettudományi Múzeum főigazgatója (* 1915)
- április 10. – Martyn Ferenc szobrász, festő, grafikus, keramikus (* 1899)
- április 13. – Major Tamás kétszeres Kossuth-díjas magyar színész (* 1910)
- április 30. – Zsofinyecz Mihály politikus, miniszter (* 1906)
- május 3. – Bálint Endre Kossuth-díjas festő (* 1914)
- május 25. – Dajka Margit Kossuth-díjas magyar színésznő (* 1907)
- június 14. – Jorge Luis Borges argentin író (* 1899)
- június 19. – Coluche francia színész, humorista (* 1944)
- június 20. – Szepes Béla síelő, olimpikon gerelyvető, karikaturista (* 1903)
- június 24. – Jesse Marcel, az Az Amerikai Egyesült Államok Légierejének őrnagya, a roswelli eset egyik szemtanúja (* 1907)
- június 30. – Lékai László bíboros, prímás, esztergomi érsek (* 1910)
- július 10.
  - Molnár Csilla szépségkirálynő (* 1969)
  - Kalmár Ilona magyar kereskedő, bridzsoktató, Móra Ferenc időskori múzsája (* 1902)
- július 25. – Illés Endre író, műfordító (* 1902)
- augusztus 18. – Benjámin László költő, szerkesztő (* 1915)
- augusztus 31. – Urho Kekkonen Finnország köztársasági elnöke (* 1900)
- szeptember 8. – Hatlaczky Ferenc, olimpiai ezüstérmes, világbajnok kajakozó, építészmérnök (* 1934)
- szeptember 11. – Noel Streatfeild brit írónő (* 1895)
- szeptember 12. – Jacques Henri Lartigue, francia festő, amatőr fotográfus (* 1894)
- szeptember 14. – Galambos Lajos, író, dramaturg (* 1929)
- szeptember 15. – Jaroslav Burgr, világbajnoki ezüstérmes csehszlovák válogatott labdarúgó (* 1906)
- szeptember 20. – Ladányi Mihály, költő (* 1934)
- szeptember 20. – Tápai Antal, szobrászművész (* 1902)
- szeptember 24. – Kellér Dezső, magyar író, humorista (* 1905)
- szeptember 27. – Cliff Burton, zenész, a Metallica basszusgitárosa (* 1962)
- szeptember 27. – Ruttkai Éva, Kossuth-díjas magyar színésznő (* 1927)
- szeptember 28. – Ircsik József, festőművész (* 1932)
- október 12. – Fényes Szabolcs, magyar zeneszerző (* 1912)
- október 22. – Szent-Györgyi Albert, Nobel-díjas magyar biokémikus (* 1893)
- november 8. – Vjacseszlav Mihajlovics Molotov, szovjet kommunista diplomata, politikus, az SZKP PB tagja, külügyminiszter, miniszterelnök (* 1890)
- november 18. – Bárdos Lajos, Kossuth-, Erkel Ferenc- és Bartók Béla-díjas magyar zeneszerző, karnagy (* 1899)
- november 18. – Gia Marie Carangi, Amerika első szupermodellje (* 1960)
- november 23. – Máriássy Judit, magyar József Attila-díjas forgatókönyvíró, újságíró (* 1924)
- november 26. – Radványi Géza, filmrendező (* 1907)
- november 29. – Cary Grant (Archibald Alexander Leach), Oscar-díjas brit születésű amerikai színész (* 1904)
- november 29. – Kerti Károly, Munkácsy Mihály-díjas magyar grafikusművész (* 1917)
- december 14. – Páger Antal, Kossuth-díjas magyar színművész (* 1899)
- december 20. – Greguss Zoltán magyar színész (* 1904)
- december 20. – Kádár László Gábor egri érsek (* 1927)
- december 25. – Szabó János magyar politikus, helyiipari, később város- és községgazdálkodási miniszter († 1897)
- december 29. – Andrej Tarkovszkij, szovjet-orosz filmrendező (* 1932)
- december 29. – Harold Macmillan, brit miniszterelnök (* 1894)

## Nobel-díjak
| Fizikai            | Ernst Ruska, Gerd Binnig, Heinrich Rohrer        |
| Kémiai             | Dudley R. Herschbach, Yuan T. Lee, Polányi János |
| Orvosi-fiziológiai | Stanley Cohen, Rita Levi-Montalcini              |
| Irodalmi           | Wole Soyinka                                     |
| Béke               | Elie Wiesel                                      |
| Közgazdasági       | James M. Buchanan                                |